# Netavisen Pio
Netavisen Pio er en dansk netavis, der blev lanceret i 2012. 
Netavisen er opkaldt efter socialdemokraten Louis Pio, der var med til at grundlægge den organiserede arbejderbevægelse i Danmark og udgav flere socialistiske publikationer i slutningen af 1800-tallet.
Netavisen Pio blev stiftet i 2012 i en kreds bestående af folketingspolitiker Henrik Sass Larsen, kommunikationsrådgiver Palle Smed og public affairs rådgiver Peter Strauss Jørgensen. Formålet var at skabe og udvikle en netavis, der kunne udfordre et mediebillede, hvor hovedparten af dagbladene har borgerlig eller liberalistisk orientering. Derfor udgives Netavisen Pio på et demokratisk socialistisk værdigrundlag.
Netavisen har siden november 2014 været tilmeldt Pressenævnet, og har fra 2017 modtaget mediestøtte.
I 2021 fjernede avisen en meget kritisk anmeldelse af Radio Loud efter at radiokanalen havde afdækket at navnet på anmeldelsen øjensynligt var fiktiv.

## Chefredaktører
Ansvarshavende chefredaktører på Netavisen Pio:  
- 2013 – 2014: Peter Hummelgaard Thomsen[8]
- 2014 – 2015: Kathrine Alexandrowiz[9]
- 2015 – 2020: Jens Jonatan Steen[10]
- 2020-: Niels Jespersen[11]

## Forhold til Socialdemokratiet
Henrik Sass Larsen har udtalt at han mener at netavisen skulle være "et socialdemokratisk talerør", en udtalelse som en forhenværende chefredaktør afviser, med at der ikke er noget samarbejde mellem Socialdemokratiet og netavisen.
Netavisen Pio har flere gange modtaget kritik, hvor dens uafhængighed fra Socialdemokratiet er blevet draget i tvivl. I 2018 betvivlede Venstres daværende politiske ordfører, Britt Bager, avisens politiske uafhængighed og erklærede efterfølgende, at hun mente at netavisen havde opnået mediestøtte på et falsk grundlag. Flere medieforskere har ligeledes betvivlet netavisens uafhængighed med henvisning til, at chefredaktøren Jens Jonatan Steen flere gange har deltaget i den socialdemokratiske kommunikationsafdelings regelmæssige møder på Christiansborg, og at mediet gentagne gange har modtaget økonomisk støtte fra fagbevægelsen.  Pios chefredaktør har også ved flere lejligheder mod betaling optrådt som studievært på liveudsendelser fra Socialdemokratiet og efterfølgende skrevet om samme emner i sin netavis.
Senest modtog Netavisen Pio kritik, da chefredaktør Jens Jonatan Steen i 2018 blev folketingskandidat for Socialdemokratiet samtidig med sin redaktørstilling på mediet.